# Oborská
Oborská je ulice v Kyjích a Hloubětíně na Praze 14, která spojuje ulici Hostavickou a Tálínskou. Od jihu do ní ústí ulice Lánská, v tomto místě také prochází hranice mezi katastrálním územím Hloubětína a Kyjí.
Nazvána je podle Oborského rybníka, který leží jihovýchodně od Třeboně. Patří tedy do velké skupiny ulic v Kyjích, jejichž názvy připomínají vodstvo. Do připojení Kyjí k Praze v roce 1968 ulice nesla název Pod Hájem, což připomínalo její polohu u hloubětínského hájku.
Na sever od ulice je zalesněná stráň vrchu Lehovec (dříve Hlohovec), jih je také zalesněný, ale částečně k ulici zasahuje zahrádkářská osada a v Kyjích na východ od ulice Lánské jsou rodinné domy.